# جريج مينار
جريج مينار (بالإنجليزية: Greg Minnaar)‏ مواليد 13 نوفمبر 1981 في بيترماريتزبرغ، هو دراج جنوب أفريقي.

## وصلات خارجية
- الموقع الرسمي

## روابط خارجية
- جريج مينار على موقع الاتحاد الدولي للدراجات (الإنجليزية)
- جريج مينار على موقع أرشيف الدراجات (الإنجليزية)
- جريج مينار على موقع CycleBase (الإنجليزية)
- جريج مينار على موقع MTB Data (الإنجليزية)